# Église Saint-Lambert de Bois
L'église Saint-Lambert de Bois (ou Saint-Lambert de Bois-et-Borsu) est une église romane située à Bois-et-Borsu, section de la commune belge de Clavier, en province de Liège.
Datant du XIIe siècle dans ses parties principales, l'église est classée au patrimoine immobilier de Belgique depuis 1933.

## Historique
La paroisse Saint-Lambert de Bois est mentionnée dès 911 mais l'église romane actuelle date du XIIe siècle, sauf la tour qui a été rebâtie au XIXe siècle par l'architecte Jean-Lambert Blandot.
Le chœur et la nef centrale de l'église font l'objet d'un classement au titre des monuments historiques depuis le 1er août 1933.

## Architecture extérieure

### Structure
L'église est de petites dimensions par rapport à sa voisine Saint-Remacle d'Ocquier située comme elle sur le territoire de la commune de Clavier. 
Elle présente globalement la même structure que cette dernière (clocher formant façade, nef, travée de chœur, abside semi-circulaire et collatéraux nettement plus bas que la nef) à une différence remarquable près : les absidioles sont situées à l'ouest, de part et d'autre du clocher, au lieu d'être disposées à l'est, de part et d'autre de l'abside centrale.

### Ornementation extérieure
L'église présente toutes les caractéristiques du « premier art roman » ou « premier âge roman » (souvent appelé art roman lombard).
Édifiée en moellon comme tous les édifices du « premier âge roman », elle présente au niveau de l'abside orientale et des absidioles occidentales une décoration de bandes lombardes (surfaces de maçonnerie surmontées de petits arcs en plein-cintre et rythmées par des pilastres appelés lésènes).

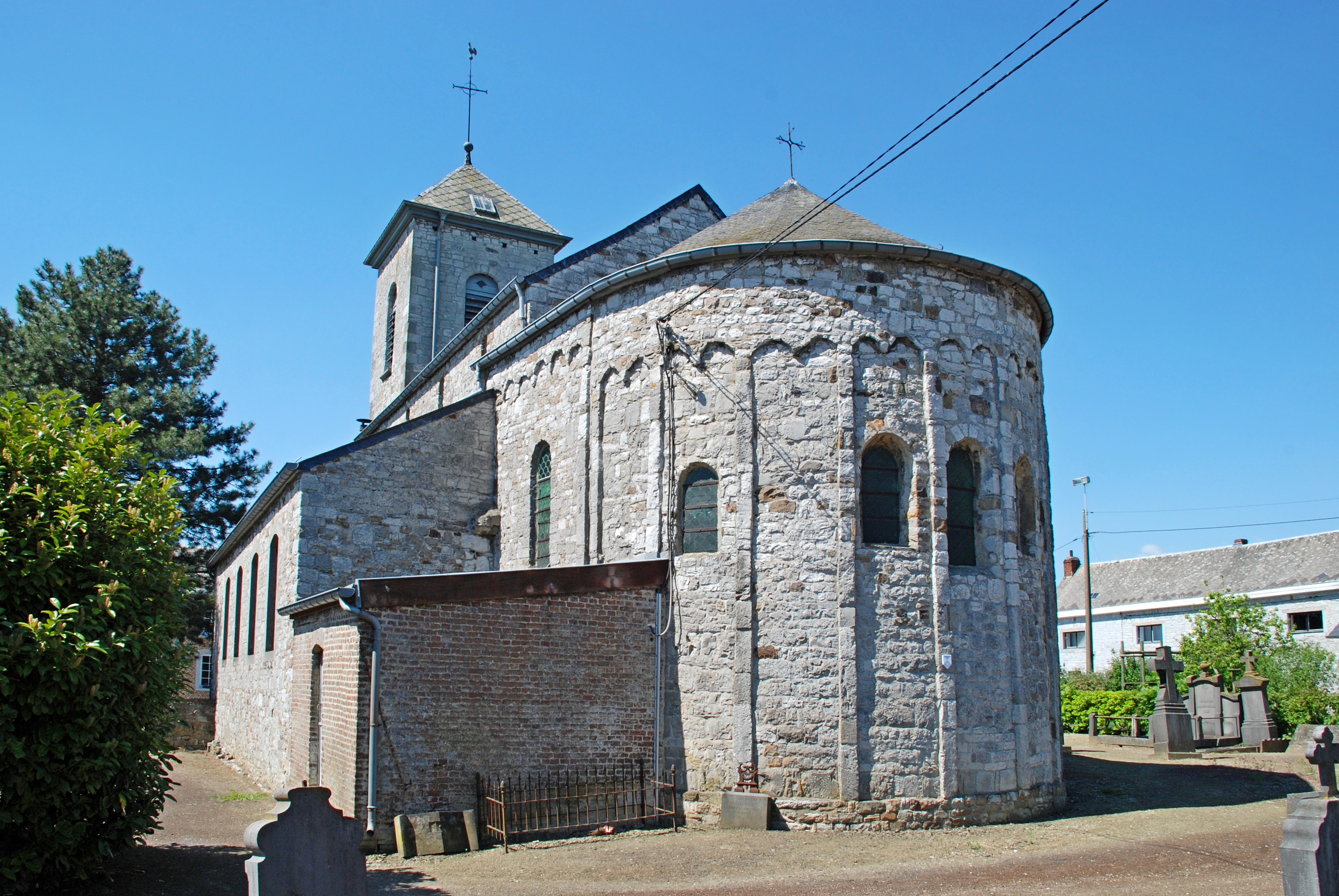
L'église vue de l'est.
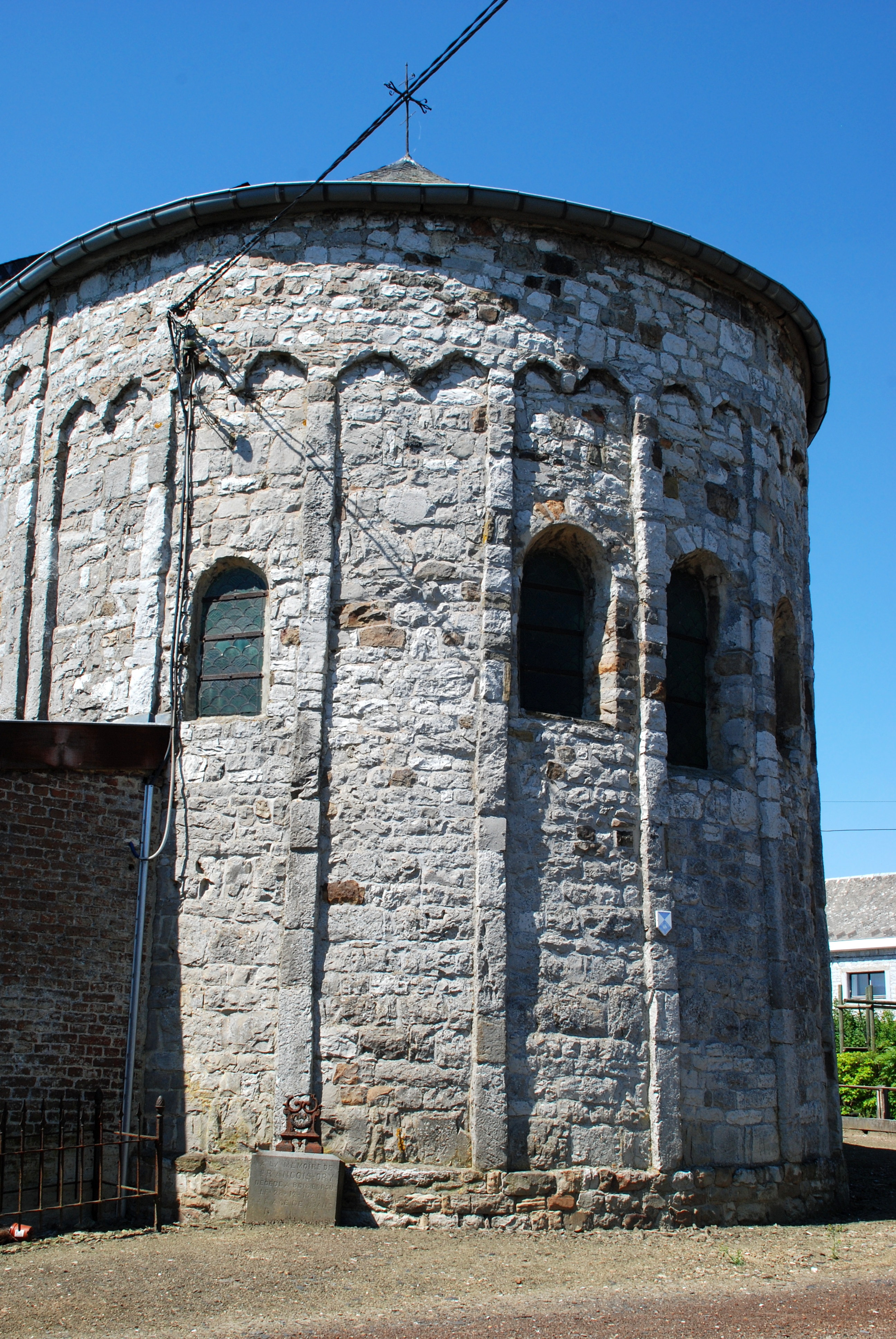
Le chevet lombard.
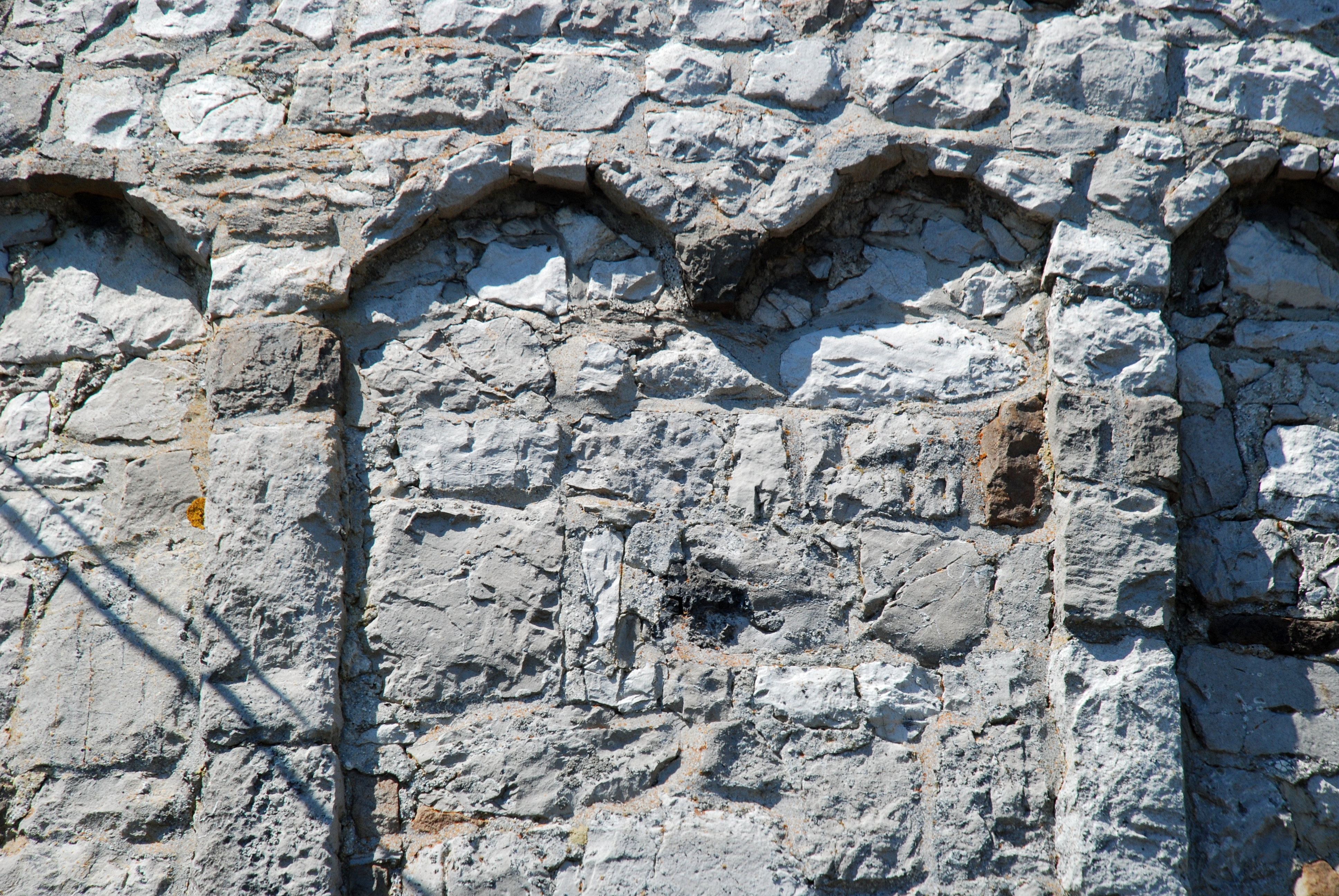
Détail des bandes lombardes du chevet.

## Intérieur
L'église Saint-Lambert a conservé de belles fresques (fin XIVe siècle - début XVe siècle) illustrant le couronnement de la Vierge, la vie du Christ et les légendes de saint Lambert et de saint Hubert.